# Lalling
Lalling is een gemeente in de Duitse deelstaat Beieren, en maakt deel uit van het Landkreis Deggendorf.
Lalling telt 1.547 inwoners.
Aholming ·
Auerbach ·
Außernzell ·
Bernried ·
Buchhofen ·
Deggendorf ·
Grafling ·
Grattersdorf ·
Hengersberg ·
Hunding ·
Iggensbach ·
Künzing ·
Lalling ·
Metten ·
Moos ·
Niederalteich ·
Oberpöring ·
Offenberg ·
Osterhofen ·
Otzing ·
Plattling ·
Schaufling ·
Schöllnach ·
Stephansposching ·
Wallerfing ·
Winzer